# Karel Koželuh
Karel Koželuh, né le 7 mars 1895 à Prague et mort le 27 avril 1950 à Klánovice, est un joueur et professeur de tennis tchécoslovaque de l'entre-deux-guerres, également footballeur, hockeyeur et patineur de vitesse émérite.

## Biographie
Sportif complet, il pratiquait pendant sa jeunesse le tennis l'été, le hockey sur glace l'hiver et le football au printemps et en automne.
Issu d'une famille nombreuse dont le père était boulanger, son frère Jan Koželuh a joué en tant qu'amateur à haut niveau, sa sœur Maria accompagnait ses frères en double mixte, tandis que ses autres frères Louis, Anton et Joseph étaient tous professeurs de tennis, officiant dans des clubs de la Côte d'Azur. Karel Koželuh exerçait au Tennis Club de Beaulieu-sur-Mer après avoir débuté à Vienne.
Doté d'un jeu spectaculaire et d'une technique sans faille, ses principales qualités étaient son jeu de fonds de court, sa défense, son jeu de jambes, ainsi qu'une bonne condition physique, malgré un petit gabarit (1,73 m pour 66 kg). Au cours de sa carrière, il s'est distingué en remportant six fois consécutivement la Coupe Bristol, considérée comme la plus importante compétition européenne de tennis professionnel, ainsi que l'US Pro à trois reprises. Il a participé à de nombreuses tournées en Europe et aux États-Unis (dont une fin 1928 contre Vincent Richards, notamment dans la troupe de Bill Tilden dans les années 1930. Grand vainqueur des premiers championnats de France de tennis professionnels en 1930, il ne cède que 16 jeux à ses trois adversaires lors de la poule finale (Roman Najuch, Albert Burke et Martin Plaa). Ses nombreux succès en France et à l'étranger ont eu pour conséquence plusieurs tentatives de rencontres entre amateurs et professionnels notamment face à Cochet et Tilden. Cependant, les fédérations nationales interdisaient le plus souvent l'organisation de ces rencontres. Le 18 février 1931, il affronte Bill Tilden au Madison Square Garden, marquant les débuts de l'américain en tant que joueur de tennis professionnel. Il perd le match sur le score de 6-4, 6-2, 6-4. En 1932, la Fédération tchécoslovaque annonce son attention de requalifier Koželuh comme amateur afin de l'intégrer dans son équipe de Coupe Davis. Un démenti est cependant rapidement publié quelques jours plus tard.
Il a été attaquant dans les équipes de football suivantes : AC Sparta Prague (1914-1916), DFC Prague (1916-1920), AC Sparta Prague (1920-1924), Wiener AC (1924-1926). Il a fait partie de l'équipe d'Autriche de football en 1918, puis de l'équipe de Tchécoslovaquie en 1923 et a marqué un but dans un match amical contre l'Italie. Membre du Sparta Prague, il remplace au début des années 1920 l'avant-centre Václav Pilát et devient l'un des principaux joueur de l'équipe aux côtés d'Antonín Hojer et Antonín Janda. Avec l'arrivée en 1925 de la professionnalisation du football en Europe centrale, Koželuh est engagé pour entraîner l'équipe du Wiener AC. Également responsable de la section tennis du club, c'est dans ce cadre que, lors d'une exhibition, il rencontra Suzanne Lenglen qui lui conseilla de se consacrer uniquement au tennis, ce qu'il fit. Il s'illustra dès le mois de juillet 1925 en remportant les championnats du monde des professionnels à Deauville contre Albert Burke. Il dispute en 1928 un match d'adieu de football à Prague.
Il a été engagé en 1928 par l'All England Lawn Tennis Club pour entraîner l'équipe de Grande-Bretagne de Coupe Davis. Il a aussi collaboré avec les équipes d'Italie, d'Allemagne et des États-Unis lors de la finale en 1930.
Également défenseur en hockey sur glace, il évolue avec le HC Sparta Prague de 1919 à 1925. Sur la scène internationale il représente la Tchécoslovaquie à plusieurs reprises, notamment aux Championnats d'Europe 1923 (médaille de bronze) et 1925 (médaille d'or). En 1925, il met un terme à sa carrière de hockey sur glace, la pratique professionnel d'un autre sport étant à l'encontre des règles d'amateurisme étant alors en vigueur dans ce sport.
Il était considéré par Bill Tilden comme le meilleur joueur du monde, amateurs et professionnels confondus. Il a dominé le tennis professionnel entre 1926 et 1930 environ.
Karel Koželuh décède tragiquement d'un accident de voiture en 1950 dans la banlieue de Prague.
Il est membre du International Tennis Hall of Fame depuis 2006.

## Palmarès
- US Pro Championship
  - Vainqueur - 1929, 1932 et 1937
  - Finaliste - 1928, 1930, 1934 et 1935
  - Demi-finaliste - 1931 et 1943

- Roland-Garros Pro
  - Vainqueur en 1930

- Coupe Bristol
  - Vainqueur - 1926, 1928, 1929, 1930, 1931 et 1932

- Championnat du monde Pro
  - Vainqueur - 1925

- German Pro Championships
  - Vainqueur - 1911